# Gioele Bertolini
Gioele Bertolini (Morbegno, 26 de abril de 1995) es un deportista italiano que compite en ciclismo en las modalidades de montaña (campo a través) y ciclocrós.
Ganó dos medallas en el Campeonato Mundial de Ciclismo de Montaña, en los años 2013 y 2015, y dos medallas en el Campeonato Europeo de Ciclismo de Montaña, en los años 2012 y 2013.
En ciclocrós obtuvo una medalla de plata en el Campeonato Mundial de Ciclocrós de 2025, en la prueba de relevo mixto.

## Medallero internacional
| Campeonato Mundial | Campeonato Mundial           | Campeonato Mundial | Campeonato Mundial         |
| Año                | Lugar                        | Medalla            | Competición                |
| ------------------ | ---------------------------- | ------------------ | -------------------------- |
| 2013               | Pietermaritzburg (Sudáfrica) | Medalla de oro     | Campo a través por relevos |
| 2015               | Vallnord (Andorra)           | Medalla de bronce  | Campo a través por relevos |
| Campeonato Europeo |                              |                    |                            |
| Año                | Lugar                        | Medalla            | Competición                |
| 2012               | Moscú (Rusia)                | Medalla de oro     | Campo a través por relevos |
| 2013               | Berna (Suiza)                | Medalla de oro     | Campo a través por relevos |

| Campeonato Mundial | Campeonato Mundial | Campeonato Mundial | Campeonato Mundial |
| Año                | Lugar              | Medalla            | Competición        |
| ------------------ | ------------------ | ------------------ | ------------------ |
| 2025               | Liévin (Francia)   | Medalla de plata   | Relevo mixto       |